# Nechtelser Holz
Koordinaten: 52° 43′ 53″ N, 8° 48′ 22″ O
Das Nechtelser Holz ist ein Waldgebiet auf dem Gebiet der Gemeinde Schwaförden im niedersächsischen Landkreis Diepholz. Es liegt nordöstlich von Nechtelsen, einem Ortsteil von Nordsulingen, zwischen dem Kernort Scholen im Westen und dem Kernort Schwaförden im Osten. Nördlich verläuft die Kreisstraße K 11 und östlich die Landesstraße L 202. An der Südostecke des Gebietes liegt das Wasserwerk „Wasserversorgung Sulinger Land“.

## Bedeutung
Beim Nechtelser Holz handelt es sich um einen „naturnahen Mischwald, den Oberförster Erdmann vor gut 100 Jahren begann, aufzubauen.“ Das Nechtelser Holz gilt „ebenso wie andere Waldstücke zwischen Sulingen und Neubruchhausen als Vorzeigegebiet für die nachhaltige Forstwirtschaft.“ Dort „wachsen verschiedene Baumarten nebeneinander, Laub- und Nadelbäume stehen Seite an Seite. Buche, Weißtanne, Douglasie, Bergahorn, Winterlinde.“